# 军事技术研究所
军事技术研究所（羅馬化：Vojnotehnički institut，缩写）是塞尔维亚武器和航空器设计研究所，总部位于贝尔格莱德，受塞尔维亚国防部管辖。它是塞尔维亚顶级军事科研机构，负责新武器和军事装备的研发以及塞尔维亚武装力量两个军种的库存升级：陆军（包括河流舰队）以及塞尔维亚空防军。

## 研究所历史
二战后，南斯拉夫社会主义联邦共和国鉴于当时的政治形势和未来的政治走向，有独立发展军事技术、减少对外国供应依赖的需要。根据国防部长的决定和南斯拉夫总统若瑟普·布罗兹·铁托的宣言，VTI于1948年成立，当时的名称是贝尔格莱德陆军军事技术学院（简称）。
1973年，VTI与几个较小的军事研发机构合并。
1992年，它吸收了已解散的扎尔科沃航空技术研究所和萨格勒布航海研究所的一小部分（位于塞尔维亚），据说是为了降低开发成本和维护成本。1992年以来，该学院多次更名，侧面反映了国际的政治变化，最开始更名为南斯拉夫武装力量技术学院。
现名为军事技术学院。该名称的其他语言翻译和相应的缩写词都没有得到明确的定义；VTI和MTI都已在英语文档中使用，这与广泛接受的不翻译此类专有缩写词的做法相悖。

## 如今
研究所拥有22个实验室，占地86公顷，拥有177,000平方米的实验室和办公空间，大部分位于贝尔格莱德的扎尔科沃附近，位于前航空技术研究所的场地内。研究所拥有SRPS ISO 9001和SRPS ISO/IEC 17025标准的合规证书。

## 项目
该研究所与塞尔维亚武装力量（包括其技术测试中心）、南部进口SDPR合作设计和测试新武器系统。
军事技术学院（及其前身学院）研制了1300多种武器。然而，并非所有这些都进入了南斯拉夫（后来的塞尔维亚）军队。该清单包括VTI参与部分开发的其他公司的武器和系统，并给出了这些系统的参考资料。研究所负责在许可下生产的国产武器系统以及通过引进新技术、制造新材料和生产工具对此类武器进行改造和现代化。有几种根据授权产品开发的新武器在性能上超越了原始武器。典型例子是，基于T-72坦克研发的新式国产武器。

### 航空器
- Ikarus S-49（英语：Ikarus S-49）
- Soko J-20 Kraguj（英语：Soko J-20 Kraguj）
- Soko G-2 Galeb（英语：Soko G-2 Galeb）
- Soko J-21 Jastreb（英语：Soko J-21 Jastreb）
- Soko J-22 Orao（英语：Soko J-22 Orao）
- Soko G-4 Super Galeb（英语：Soko G-4 Super Galeb）
- UTVA 75（英语：UTVA 75）

（上述由航空技术研究所开发）
- Kobac（英语：Kobac）
- Lasta 95（英语：Lasta 95）
- HN-45M伽玛
- HN-45M伽玛2

### 无人机

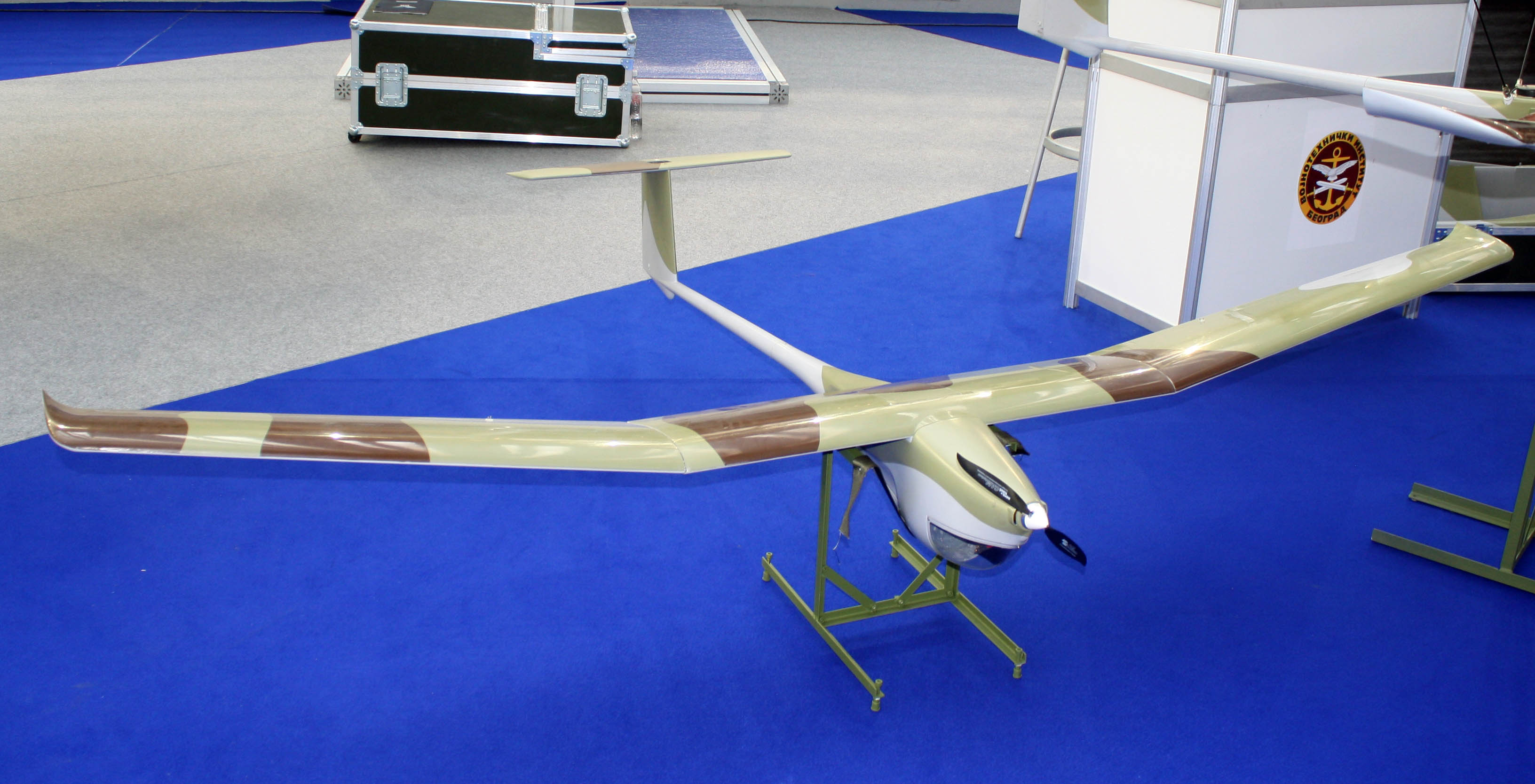
麻雀迷你UAV

- 麻雀无人机（英语：Vrabac (drone)）
- Pegaz（英语：Pegaz）

### 无人地面车辆

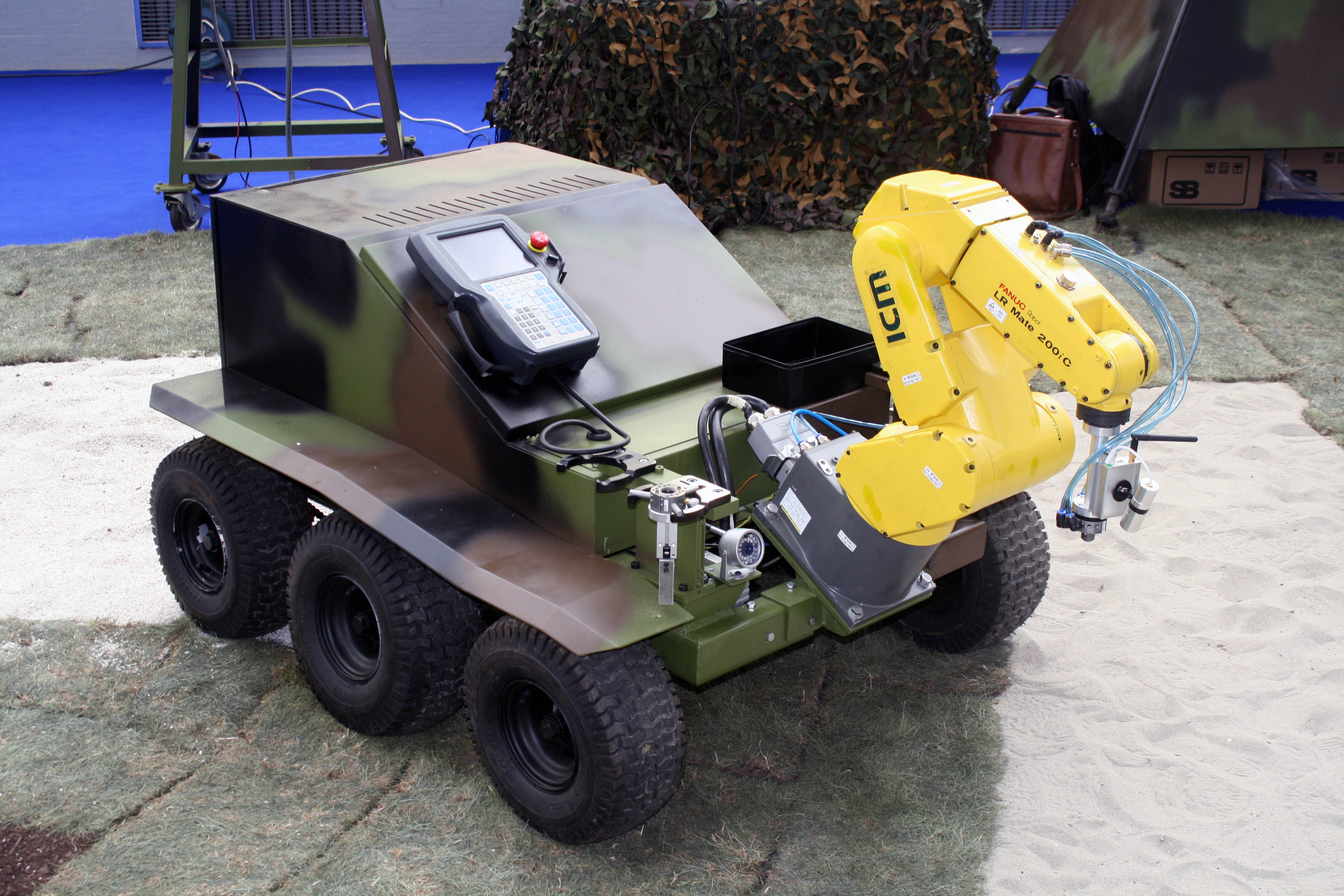
无武装机器人

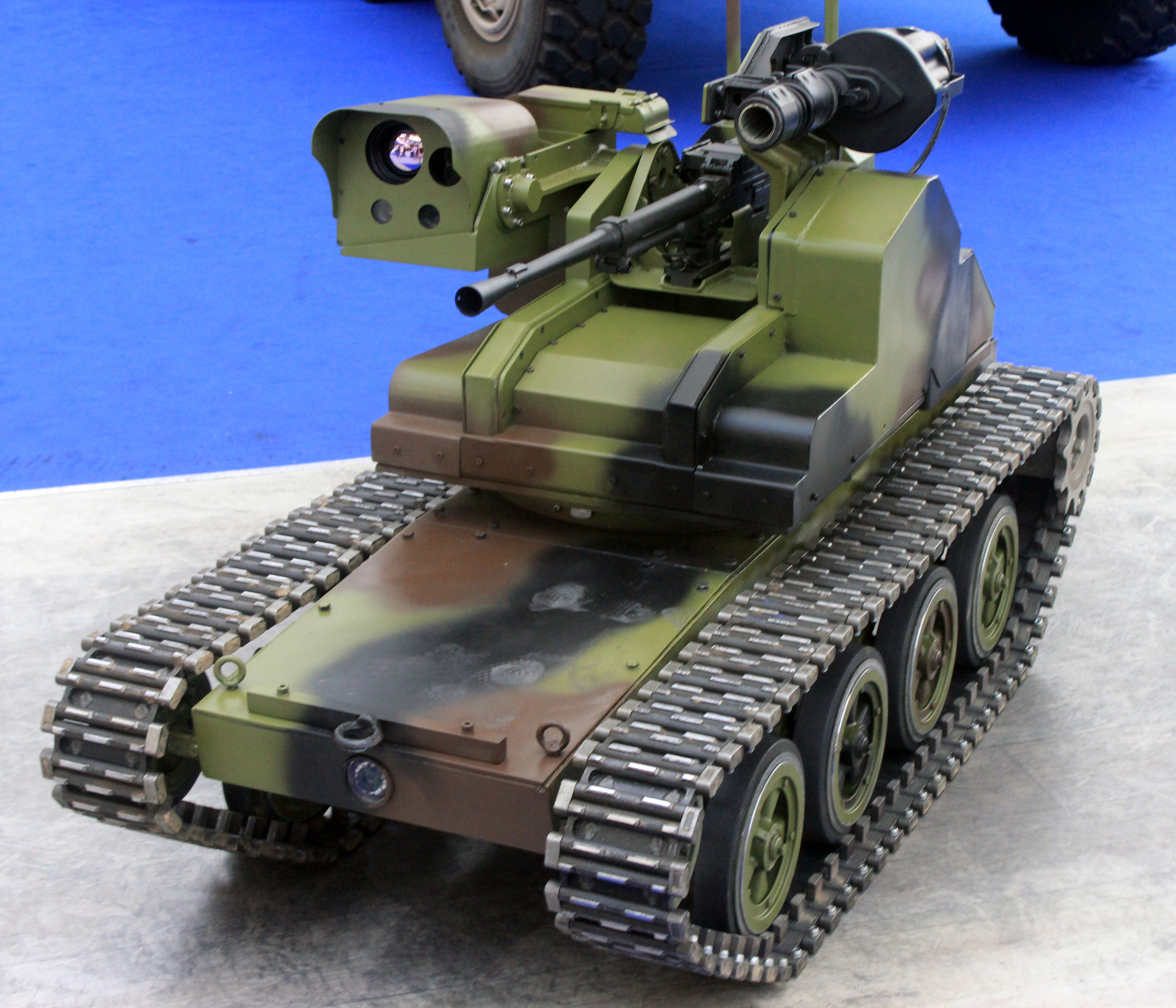
米洛什 (无人车)

- 米洛什 (无人车)（英语：Miloš (unmanned ground vehicle)）[2]

### 装甲车

#### 坦克
- M-84和A/AB/ABN/ABK/AS衍生型号（1985–）
  - M-84A – 类似于苏联T-72M1的升级版，但配装了更强大的发动机和额外的装甲板
  - M-84AB – 科威特的M-84A型号
  - M-84ABK指挥坦克 – 配备扩展的通信设备、陆地导航设备和用于指挥作用的发电机的M-84AB型号
  - M-84AI - 装甲抢救车（南斯拉夫和波兰）——20世纪90年代中期，科威特要求购买M-84A坦克的装甲抢救车型号，作为购买大批量M-84A坦克交易的一部分。
  - M-84AS – 塞尔维亚陆军服役的M-84A升级版
  - M-84AS1 – 增加额外装甲，包括爆炸反应装甲、集成热成像仪的昼夜瞄准系统、指挥信息系统、软杀主动防护系统、全新的无线电系统、搭载12.7毫米机枪的遥控武器站和CBRN防护（英语：CBRN defense）设备

#### 步兵战车
- BVP M-80步兵战车

##### 装甲输送车
- OT M-60（英语：OT M-60）（1962-1979）
- BOV 4x4（1980-）
  - BOV-VP
  - BOV M11（英语：BOV M11）
  - BOV-M15
  - BOV装甲运兵车（英语：BOV (armoured personnel carrier)）
  - BOV KIV

##### 侦察车
- BOV M11（英语：BOV M11）
- 狼式侦察车

#### 防空车
- BOV-3
- BOV 30
- BOV AX Hybrid

##### 工程车
- VIU-55闪电（英语：VIU-55 Munja）（T-55改造）
- M-84AI

### 火炮

#### 野战炮
- 诺拉M-84（英语：Nora M-84）
- M-56榴弹炮（英语：M-56 Howitzer）

#### 自行火炮
- 诺拉B-52（英语：Nora B-52）
- 索拉自行榴弹炮（英语：SORA self-propelled howitzer）[3]

#### 多管火箭炮
- LRSVM摩拉瓦（英语：LRSVM Morava）[4]
- M-87飓风（英语：M-87 Orkan）
- M-96飓风2
- M-77火（英语：M-77 Oganj）
- M-63火焰（英语：M-63 Plamen）

#### 迫击炮
- M57迫击炮（英语：M57 mortar）
- UB M52通用迫击炮（英语：Universal Mortar UB M52）
- M74轻型迫击炮（英语：M74 light mortar）
- M75轻型迫击炮（英语：M75 light mortar）
- M95迫击炮（英语：M95 mortar）
- Mortar 60mm M70
- Mortar 60mm M95
- Mortar 60mm M06C
- Mortar 82mm M69A

### 反坦克武器
- 熊蜂[5]
- M79反坦克火箭筒
- M80反坦克火箭筒
- M90大黄蜂（英语：M90 Stršljen）
- POLO M-83
- 婴儿-2T
- BVP M-80A LT

### 防空武器
- Sava M-90
- SPAT 30/2
- BOV-3
- BOV-30
- Strela 2M2J
- 箭-10M

### 地雷
- 自行布雷车MOS
- TMA-4地雷（英语：TMA-4 mine）
- TMRP-6（英语：TMRP-6）

### 军用卡车
- FAP 1118（英语：FAP 1118）
- FAP 2026（英语：FAP 2026）
- FAP 2228
- FAP 3232
- FAP 3240
- 扎斯塔瓦NTV（英语：Zastava NTV）

### 炮塔和RCWS
- M91
- M86
- M86/06
- M10 RCWS
- 12,7mm RCWS
- M20 RCWS

### 飞弹

#### 非制导飞弹
- M-77
- 火焰A
- 火焰D

#### 空对地飞弹
- 雷霆便携式防空导弹A
- 雷霆便携式防空导弹B
- LVBF-250

#### 地对地飞弹
- 科沙瓦1（英语：Košava 1）

### 射弹和大口径弹药
- 105mm HE ER-BB M02
- 105mm HE ER
- 125mm APFSDS–T M88
- 155mm HEERFB–BB M03

### 步枪、手枪、冲锋枪和狙击枪
- 扎斯塔瓦M97
- 扎斯塔瓦M97K
- 扎斯塔瓦M21
- 扎斯塔瓦M70

### 雷达
- PR15
- Žirafa M-85[6][7][8]

### 电子设备、光电站、引信、霍明角、传感器等
MIP 11，用于制导导弹的电视霍明角、用于制导导弹的激光霍明角、声源定位系统 - HEMERA、导弹惯性制导系统、爆炸反应装甲M99、诺拉B-52阵地指挥和控制系统、M07G迫击炮弹道计算机、坦克发动机故障启动保护、移动电话自动控制和干扰系统、远程无线电干扰器受控简易爆炸装置、用于指挥和控制中心防空资产指挥和控制的软件包、MOMS监视瞄准系统。

### 现代化改装升级
Neva-M1T、SA-341、升级型105毫米M56/33榴弹炮、升级型105毫米M101/33榴弹炮、T-55系列坦克（包括其中国衍生型）以及T-72系列坦克的现代化计划，升级版BTR-50。

## 专业实验室
- 空气动力学
- 空间形状和长度测量
- 实验模态分析、振动和平衡分析
- 实验强度
- 实验弹道学
- 固体推进剂火箭发动机的测试
- 发电材料
- 伺服系统
- 闭环硬件（HIL）仿真和遥测
- 电惯性传感器
- 核生化防护
- 电磁兼容
- 无线电中继系统和多路复用设备
- 显微照相
- 光电器件
- 制导与控制
- 电力设备

## 展会和科技研讨会
军事技术研究所定期参加Partner和IDEX军事展览会以及组织OTEX科技聚会。

## 技术集团
军事技术研究所与以下检修研究生合作：
- 技术检修研究所"查查克"（Tehnički remontni zavod "Čačak"）
- 技术检修研究所"Đurđe Dimitrijević-Đura"（Tehnički remontni zavod "Đurđe Dimitrijević-Đura"）
- 航空检修研究所"Moma Stanojlović"

## 纪录片和出版活动
制作并推出技术文档、电影和书籍是VTI作为出版商的重要业务，它代表了研究所的产出和60多年来参与研发任务的量化指标。该研究所拥有1300多种武器和国防装备的技术文件，这些武器装备和国防装备都是之前在该研究所开发的，并已在武装部队中使用。文档的知识产权属于国防部，对未来的项目具有突出的价值和用途。

### 媒体
小米洛什在行动 - 关于开发和使用的故事，由塞尔维亚官方RTS国家国防电视频道“Dozvolite”呈现 - 小米洛什机器人

## 引文
1. ↑  . www.youtube.com.   [2019-11-22]. （原始内容存档于2023-04-19）.
2. ↑  . www.novosti.rs.   [2018-07-16]. （原始内容存档于2018-05-10）.
3. ↑  . www.vti.mod.gov.rs.   [2024-04-15]. （原始内容存档于2024-06-24）.
4. ↑  . www.vti.mod.gov.rs.   [2024-04-15]. （原始内容存档于2023-03-28）.
5. ↑  https://www.youtube.com/watch?v=u-9ubouHzkc （页面存档备份，存于） - testing of Bumble Bee in wind tunnel of MTI
6. 1 2  .   [2024-04-15]. （原始内容存档于2023-06-09）.
7. ↑  . 2015-07-29  [2018-07-16]. （原始内容存档于2023-12-06）.
8. ↑  . www.vti.mod.gov.rs.   [2024-04-15]. （原始内容存档于2024-06-07）.
9. ↑  . www.vti.mod.gov.rs.   [2024-04-15]. （原始内容存档于2024-06-24）.